# Peperomia ouabianae
Peperomia ouabianae är en pepparväxtart som beskrevs av C. Dc.. Peperomia ouabianae ingår i släktet peperomior, och familjen pepparväxter. Utöver nominatformen finns också underarten P. o. sanluisensis.